# سیارک ۴۳۹۹۳
سیارک ۴۳۹۹۳ (به انگلیسی: 43993 Mariola، نامگذاری:1997OK) چهل و سه هزار و نهصد و نود و سومین سیارک کشف شده‌است که در ۲۶ ژوئیه ۱۹۹۷ کشف شد.